# Kiyomi Itō
Kiyomi Itō (japanisch 伊藤 清美 Itō Kiyomi; * 30. Oktober 1949) ist ein ehemaliger japanischer Eisschnellläufer.
Itō, der an der Nihon-Universität studierte, nahm von 1967 bis 1979 an nationalen Wettbewerben teil und wurde dabei im Jahr 1967 japanischer Juniorenmeister im Kleinen Vierkampf. Zudem errang er bei japanischen Meisterschaften einmal den dritten sowie dreimal den zweiten Platz und siegte in den Jahren 1967 sowie 1972 im Großen Vierkampf. International startete er erstmals bei der Winter-Universiade 1970 in Rovaniemi, wo er den zehnten Platz über 1500 m und jeweils den vierten Rang über 5000 m sowie 10.000 m errang. In der Saison 1971/72 belegte er bei den Olympischen Winterspielen 1972 in Sapporo den 22. Platz über 1500 m, den 13. Rang über 5000 m sowie den zehnten Platz über 10.000 m und bei der Mehrkampf-Weltmeisterschaft 1972 in Oslo den 20. Platz im Großen Vierkampf. Letztmals international startete er bei der Winter-Universiade 1972 in Lake Placid, wo er jeweils Achter über 1500 m sowie 3000 m und Sechster über 5000 m wurde.

## Persönliche Bestleistungen
| Disziplin | Zeit         | Datum             | Ort         |
| --------- | ------------ | ----------------- | ----------- |
| 500 m     | 41,30 s      | 22. Februar 1978  | Karuizawa   |
| 1000 m    | 1:24,90 min  | 13. Januar 1976   | Fujiyoshida |
| 1500 m    | 2:04,66 min  | 8. Dezember 1978  | Matsumoto   |
| 3000 m    | 4:22,90 min  | 28. November 1974 | Matsumoto   |
| 5000 m    | 7:34,09 min  | 22. Februar 1978  | Karuizawa   |
| 10.000 m  | 15:34,70 min | 26. Dezember 1971 | Sapporo     |